# Eualus barbatus
Eualus barbatus is een garnalensoort uit de familie van de Hippolytidae. De wetenschappelijke naam van de soort is voor het eerst geldig gepubliceerd in 1899 door Rathbun.